# Carl Gustav Schwalbe
Carl Gustav Schwalbe (* 25. Oktober 1871 in Hottingen; † 16. Juni 1938 in Frankfurt am Main) war ein Hochschullehrer für Cellulosechemie.

## Leben
Carl Gustav Schwalbe wurde im Oktober 1871 im schweizerischen Hottingen als Sohn des Mediziners Dr. Carl Friedrich Gottlieb Schwalbe (* 17. Januar 1838 in Quedlinburg; † 14. Juni 1903 in Los Angeles) und dessen Ehefrau Marie Niederstein geboren. Er besuchte Schulen in Berlin und Magdeburg. Nach dem Abitur studierte er Chemie ab 1892 an der Universität Straßburg und von 1893 bis 1896 an der Universität Leipzig. Er war ab 1894 Assistent am Chemischen Institut der Universität und unterstützte Johannes Wislicenus, der seit 1885 in Leipzig lehrte. 1896 promovierte er in Leipzig und wechselte anschließend zur Badischen Anilin- und Sodafabrik nach Ludwigshafen. 1902 wurde er an der TH Darmstadt mit einer Arbeit zur Faser- und Farbencheime habilitiert und zum Privatdozenten ernannt. Er wechselte im selben Jahr als Assistent an das Institut für Organische Chemie nach Darmstadt und arbeitete eng mit Hermann Finger zusammen. Zwei Jahre später wurde ihm die Leitung der chemischen Ausbildung für die Zellstoff- und Papierstudenten übertragen. 1907 wurde Schwalbe zum außerordentlichen Professor der Chemie ernannt. Er hatte einen Lehrauftrag für Textilchemie, organische Chemie und Cellulosechemie für Studierende der Papierindustrie.
Auf seine Initiative hin erfolgte 1908 die Gründung des Instituts für Cellulosechemie an der TH Darmstadt. Das Institut hatte anfangs keine eigenen Räume, sondern war im Erdgeschoss des Organischen Instituts an der Ecke Hochschulstrasse/Schlossgartenstrasse untergebracht.
Von 1909 bis 1912 war Schwalbe zudem Geschäftsführer des wenige Jahre zuvor gegründeten Vereins der Zellstoff- und Papierchemiker.
Im Frühjahr 1912 erhielt er einen Ruf auf eine ordentliche Professor für Chemie und Mineralogie an der königlich-preußischen Forstakademie Eberswalde. Hier gründete er u. a. eine Forschungsstation für Holz- und Zellstoffchemie, das Holzforschungsinstitut der Forstlichen Hochschule Eberswalde. Carl Gustav Schwalbe blieb über 20 Jahre in Eberswalde und lehnte mehrere Ruf an andere Universitäten ab. 1929 war er Rektor der Hochschule.
Neben der Professorenstelle an der Forstakademie Eberswalde hatte Schwalbe ab 1921 eine Honorarprofessur an der
Technischen Hochschule Berlin.
Im Frühjahr 1934 trat Schwalbe aus gesundheitlichen Gründen in den Ruhestand. Er lebte in Bad Homburg vor der Höhe und starb vier Jahre später im Alter von 66 Jahren in Frankfurt am Main. Er war seit 1899 mit Elisabeth Henriette Nauen verheiratet. Die Ehe wurde später geschieden.

## Ehrungen
- Ehrenmitgliedschaft im schwedischen und deutschen Zellstoff- und Papieringenieur- und Chemikerverein.

## Veröffentlichungen
Von Carl Gustav Schwalbe liegt eine Vielzahl von Veröffentlichungen und zahlreiche Patente zu unterschiedlichen Fragen und Verfahren der Papier- und Cellulosechemie vor.
- 1911: Die Chemie der Cellulose unter besonderer Berücksichtigung der Textil- und Zellsoffindustrien, Berlin.
- 1919: Die chemische Betriebskontrolle in der Zellstoff- und Papierindustrie und anderen zellstoffverarbeitenden Industrien, Berlin.
- 1938: Die Chemie der Hölzer, Berlin.